# Luz Sá da Bandeira
Maria da Luz de Castro e Almeida de Sá da Bandeira (Lisboa, 15 de Maio de 1937) é uma fadista portuguesa.

## Carreira
Maria da Luz de Castro e Almeida de Sá da Bandeira apenas gravou o seu primeiro disco em 1984, numa tiragem limitada e particular distribuída num Congresso de Medicina.
Assinou pela Polygram. Em 1986 foi editado "Amor Perfeito" com produção de António Avelar de Pinho e participações de nomes como Paulo de Carvalho e Tozé Brito. Em 1987 grava um especial "Deixem Passar a Música" para a RTP.
Com Joni Galvão gravou o disco "Quando Esta Voz Se Levanta". Neste disco aparecem várias colaborações com Rosa Lobato de Faria.
Em 1992 gravou o seu primeiro CD através da editora Strauss.
Lançou o seu disco "Escrito Na Alma" em 1997.

## Vida pessoal
Quarta de quinze filhos e filhas de Miguel de Sá da Bandeira (2 de Agosto de 1902 - ?), sobrinho-trineto do 1.º Barão, 1.º Visconde e 1.º Marquês de Sá da Bandeira, e de sua mulher (18 de Dezembro de 1932) Maria Eugénia de Sacadura Mascarenhas de Castro e Almeida (Condeixa-a-Nova, Condeixa-a-a-Nova, 18 de Agosto de 1912 - ?), sobrinha paterna de Eugénio de Castro, e casada em Oeiras, Algés, a 8 de Abril de 1961 com José Duarte Tinoco Rodrigues (3 de Julho de 1929), do qual tem duas filhas e um filho.
É tia da actriz Sofia Sá da Bandeira.

## Discografia
- A Saudade Foi à Praça (LP, Riso & Ritmo, 1984)
- Amor Perfeito (LP, Polygram, 1986)
- Luz Sá da Bandeira Canta (LP, Polygram, 1988)
- Quando Esta Voz Se Levanta (LP, Polygram, 1991)
- (CD, Strauss, 1992)
- O Melhor de (CD, Polygram, 1994)
- Escrito Na alma (CD, Movieplay, 1997)
- O Melhor de 2 - Luz Sá da Bandeira/José Mesquita (CD, Universal, 2001)
- O Melhor de (CD, Universal, 2007)